# Zaragoza Challenger 1992
Lo Zaragoza Challenger 1992 è stato un torneo di tennis facente parte della categoria ATP Challenger Series nell'ambito dell'ATP Challenger Series 1992. Il torneo si è giocato a Saragozza in Spagna dal 2 all'8 marzo 1992 su campi in cemento.

## Vincitori

### Singolare
Luiz Mattar ha battuto in finale  Tomás Carbonell con il punteggio di 7–5, 3–6, 6–2

### Doppio
David Adams /  Andrej Ol'chovskij hanno battuto in finale  Martin Damm /  Murphy Jensen con il punteggio di 6–2, 1–6, 6–4